# Pulau Wayag
Pulau Wayag är en ö i Indonesien.   Den ligger i provinsen Papua Barat, i den nordöstra delen av landet, 2 700 km öster om huvudstaden Jakarta.